# هيرمان كوغان
هيرمان كوغان (بالإنجليزية: Herman Kogan)‏ هو صحفي وكاتب أمريكي، ولد في 6 نوفمبر 1914، وتوفي في 8 مارس 1989.